# Hannah Harper

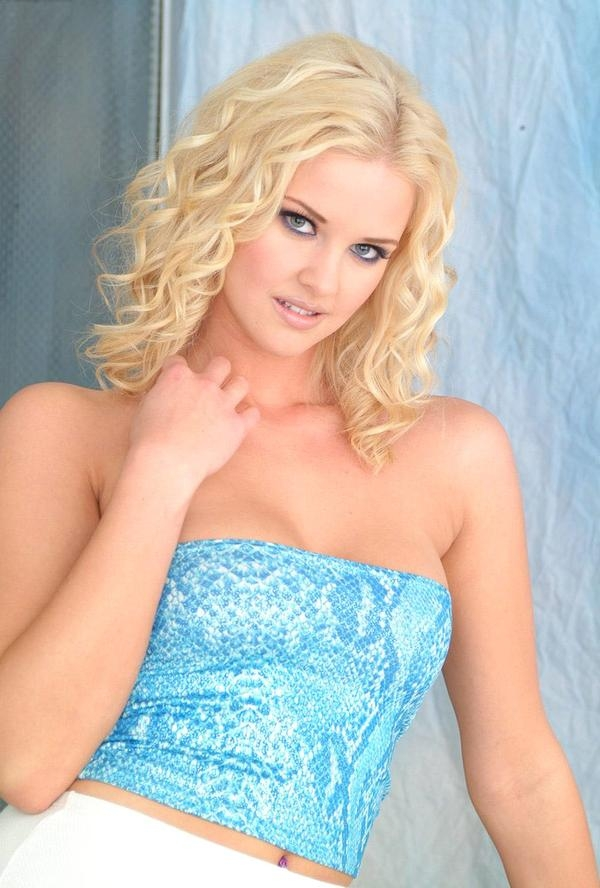
Hannah Harper (2007)

Hannah Harper (* 4. Juli 1982 in Devon als Samantha Hudson) ist eine britische Schauspielerin, Pornodarstellerin, -regisseurin, -produzentin und Model.

## Karriere
Hannah Harper drehte 2001 ihre ersten Pornofilme und spielte bis 2008 laut IAFD in mehr als 160 Pornofilmen mit. 2003 wurde sie für den AVN Award und XRCO Award als beste neue Darstellerin nominiert. 2004 und 2007 erhielt sie zwei weitere Nominierungen bei den AVN Awards. Als Regisseurin drehte sie alle fünf Teile der Pornofilmreihe Dream Teens in den Jahren 2004 bis 2006. Von 2007 bis 2009 spielte sie die Hauptrolle der Ophelia in den Staffeln 1 bis 3 der erotischen Fernsehserie Co-Ed Confidential. 2009 spielte sie in der Komödie Busty Cops: Protect and Serve! mit.
Harper trat unter anderem in der Tonight Show with Jay Leno und Playboy’s Totally Busted auf. Sie war das Penthouse-Pet des Monats April 2002. Außerdem war sie auf dem Cover zahlreicher weiterer Zeitschriften zu sehen, wie z. B. im Mai 2002 bei Hustler.

## Filmografie (Auswahl)
- 2001: Private Performance 171: Hannah Harper
- 2002: Pussyman’s Decadent Divas 17, 19 & 20
- 2002: On the Set With Hannah Harper
- 2002: Hannah Harper aka Filthy Whore
- 2004–2006: Dementia 1, 2 & 4
- 2005: Hottest Bitches in Porn
- 2006: Hannah Goes To Hell
- 2006: Butt Sluts 2
- 2007: Big Wet Tits 4
- 2007: Hannah: Erotique
- 2007: Hannah Harper Anthology
- 2007: Sexual Freak 5: Hannah Harper
- 2008: Jack’s POV 11
- 2009: Busty Cops: Protect and Serve!

## Auszeichnungen und Nominierungen
- 2002: Penthouse Pet of April

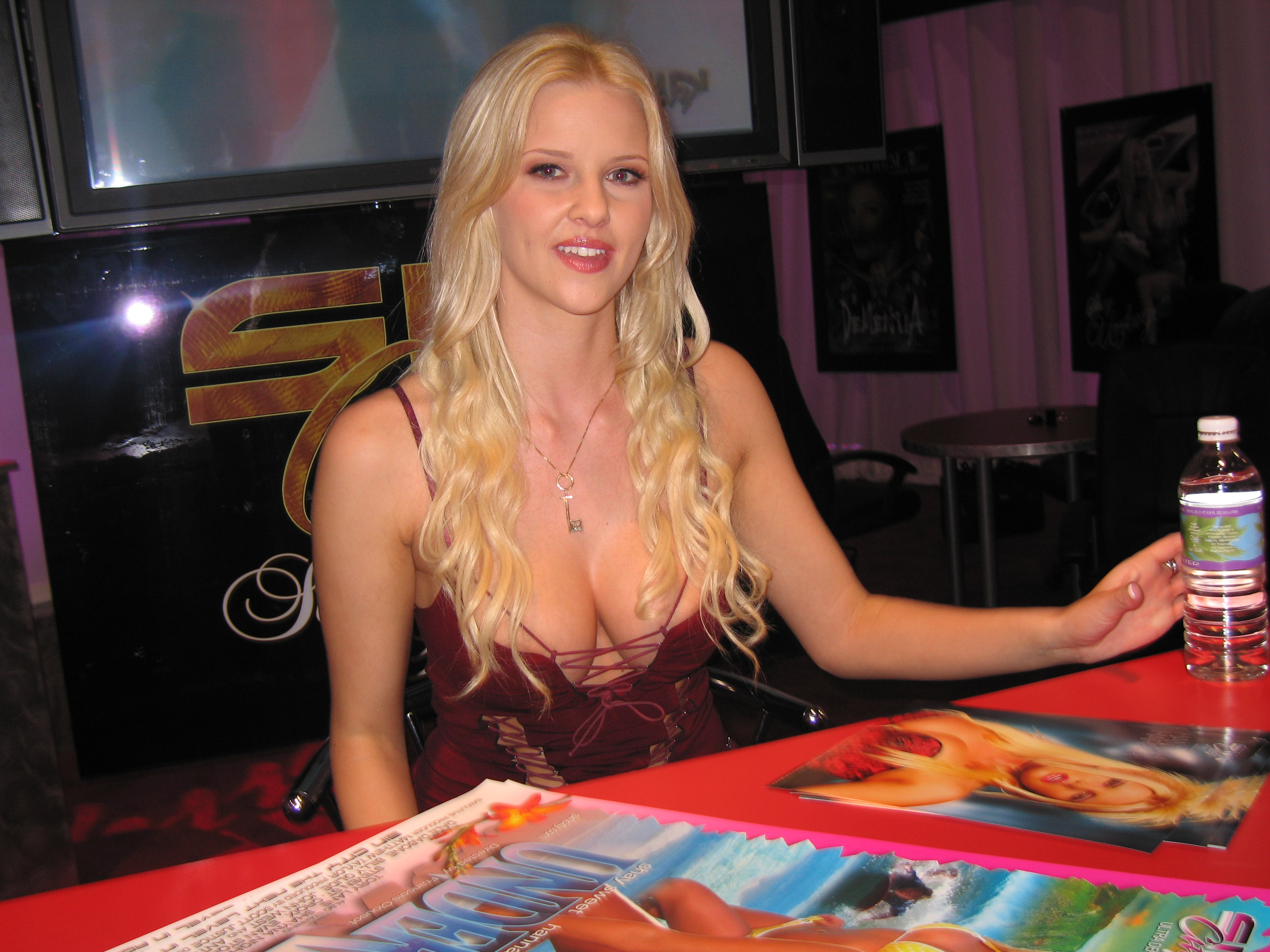
Hannah Harper bei der AVN Adult Entertainment Expo 2005

- 2002: NightMoves Award als Best New Starlet (Fan’s Choice)
- 2003: AVN Award, nominiert als Best New Starlet
- 2003: AVN Award, nominiert als Beste Schauspielerin in Role Models 2
- 2003: XRCO Award, nominiert als New Starlet
- 2004: AVN Award, nominiert für Best Group Sex Scene – Video
- 2007: AVN Award, nominiert als Contract Star of the Year
- 2007: AVN Award, nominiert für Best Group Sex Scene – Video in Sodom 2